# Juicio

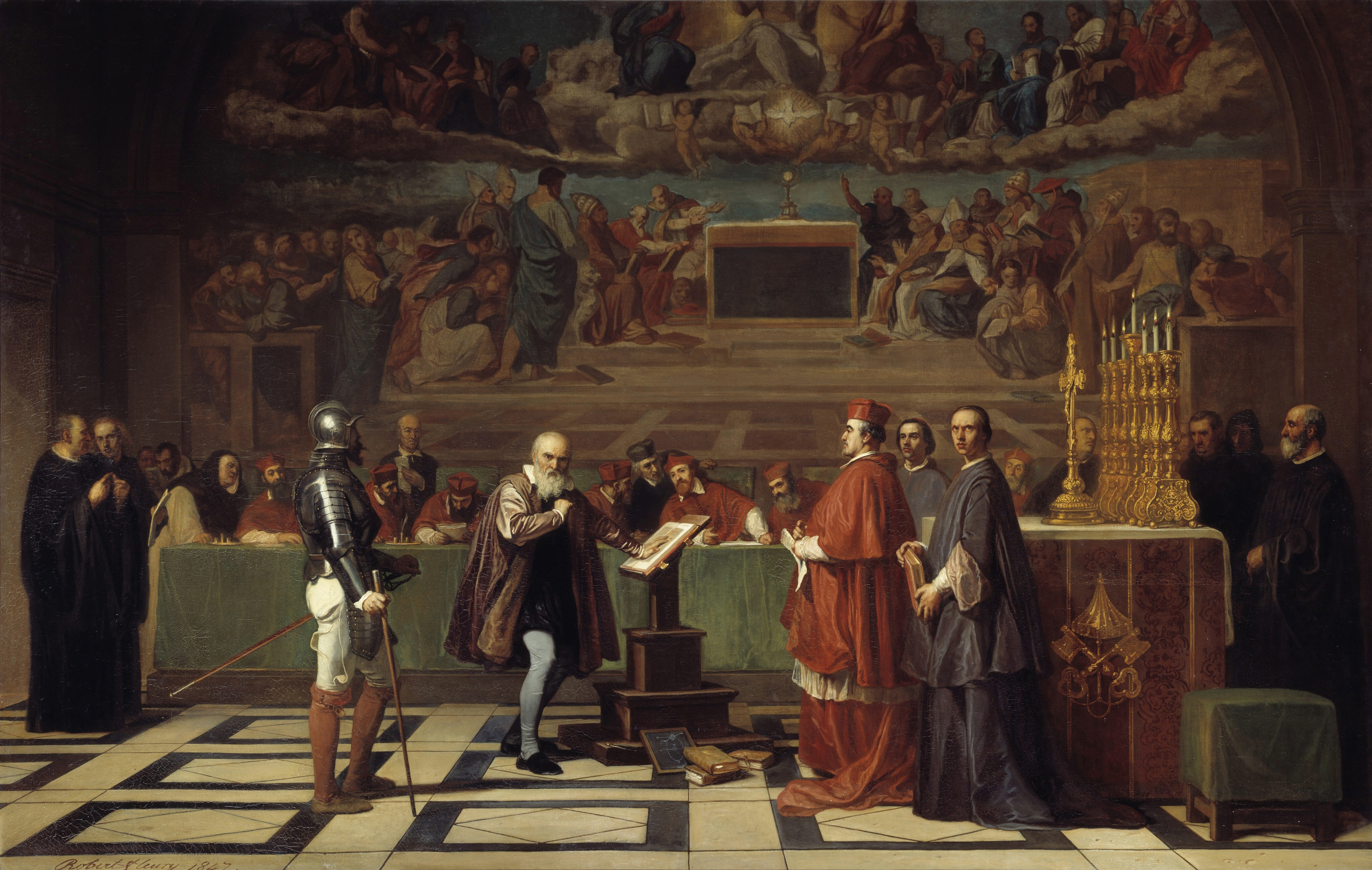
Galileo frente al Tribunal de la Inquisición
(cuadro de Joseph-Nicolas Robert-Fleury, siglo XIX)

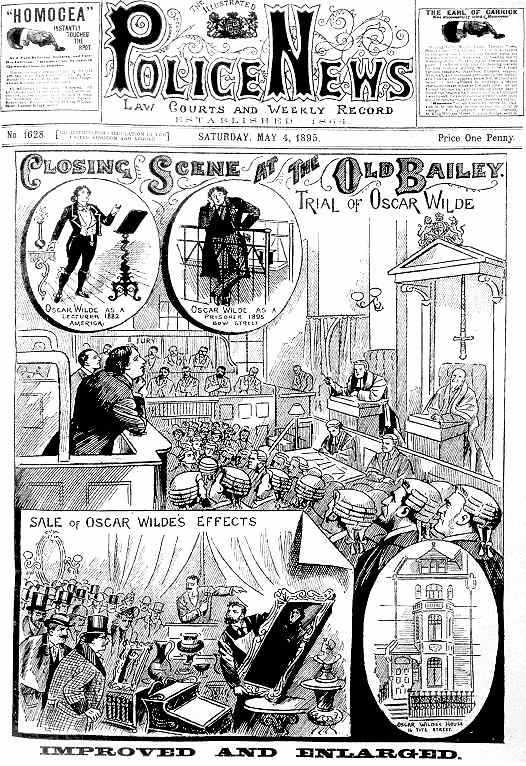
El proceso de Oscar Wilde
(The Illustrated Police News, 1895)

El juicio (que proviene del latín "iudicium") es una discusión judicial y actual entre partes, y sometido al conocimiento de un tribunal de justicia.
Esto presupone la existencia de una controversia o conflicto de interés, es decir, la sustentación de derechos e intereses contradictorios o contrapuestos a lo defendido por la parte contraria, y que la perjudican.
El término juicio, que proviene del latín "iudicium", tiene diversos usos. Se trata, por ejemplo, de la facultad de la razón, que permite distinguir entre el bien y el mal o entre lo verdadero y lo falso. El juicio es, por otra parte, una opinión, un dictamen o un parecer. El juicio está formado por un sujeto (el concepto de objeto del juicio), un predicado (el concepto que se aplica al sujeto) y la cópula (lo que establece si lo pensado es propio o no del objeto del juicio). “El ser humano es malo” es un ejemplo de juicio, donde “ser humano” es el sujeto, “malo” es el predicado y “es” la cópula.
El juicio oral es el periodo decisivo del proceso penal civil o político en el que, después de concluido el sumario, se practican directamente las pruebas y alegaciones ante el tribunal sentenciador, son juicios concentrados, de inmediación judicial con actuación pública de todas las partes e intervención directa y constante de juez, que se llevan en forma oral. Reciben este nombre en contraposición a los juicios escritos, y están regidos por una serie de principios propios.
El juicio es un elemento epistemológico, es decir, es parte de la teoría filosófica que explica cómo conoce el hombre el ser en tanto que es. El juicio es una asociación de conceptos a través de los cuales el sujeto afirma o niega un determinado hecho. El juicio es entonces una manifestación del sujeto, y es un caso claro de super-suma. La afirmación o negación que se hace supera los límites de los conceptos involucrados, ya que el sujeto, a través de él, pasa a modificar la realidad que conoce.